# Penitenciarul Botoșani
Penitenciarul Botoșani este o unitate de detenție din Botoșani, județul Botoșani. Directorul actual al unității este comisarul sef de poliție penitenciară Daniel PÎNZARIU

## Istoric
Prima atestare documentară a unei unități de detenție locală este datată în anul 1832. La data de 8 martie 1879, primăria a achiziționat o casă boierească, casă care a funcționat ca un penitenciar până în anul 1964. Penitenciarul era așezat în preajma Tribunalului Județean. 
La data de 30 decembrie 1956, Consiliul de Miniștri a dat hotărârea nr. 2570, prin care se dispunea preluarea de către Penitenciarul Botoșani a efectivului fostului penitenciar din Suceava. 
Din 5 noiembrie 1960, majoritatea deținuților politici au fost concentrați la penitenciarul Botoșani.